# Mackenzie
Mackenzie (anglicky Mackenzie River, francouzsky Fleuve Mackenzie, indiánským jazykem Dene Deh Cho, v české transkripci De Čo) je řeka na severozápadě Kanady v provincii Severozápadní teritoria. Je 1738 km dlouhá. Celý tok včetně zdrojnic (Otročí řeka, Peace a Finlay) má celkem 4241 km, což ho řadí na 12. místo mezi nejdelšími řekami světa s povodím o rozloze 1 805 200 km². Byla pojmenována po Alexandrovi Mackenziem, který řeku objevil a splavil v roce 1789 při svém pokusu o nalezení cesty k Tichému oceánu.

## Průběh toku
Řeka vytéká z Velkého Otročího jezera západním směrem a dále po proudu se stáčí k severu. Její údolí vyplňují vrstvy nivních a ledovcových usazenin, je silně bažinaté a porostlé smrkovým lesem. Ústí do Beaufortova moře Severního ledového oceánu deltou o rozloze 12 000 km².

### Přítoky
- zleva – Liard, Arctic Red, Peel River
- zprava – Velká Medvědí řeka

## Vodní režim
Zdroj vody je smíšený (sníh a déšť). Průměrný průtok činí 14 000 m³/s. Zamrzá v září až v říjnu a rozmrzá v květnu, na dolním toku až počátkem června. Nejvyšších vodních stavů dosahuje na jaře a v létě.

## Využití
Vodní doprava je v povodí řeky možná v celkové délce 2200 km od Waterways na řece Athabasca do přístavu Taktojaktuku na pobřeží Severního ledového oceánu. Největšími obydlenými místy, která leží na řece, jsou Aklavik, Inuvik, Norman Wells (centrum ropného průmyslu), Fort Norman, Fort Providence.

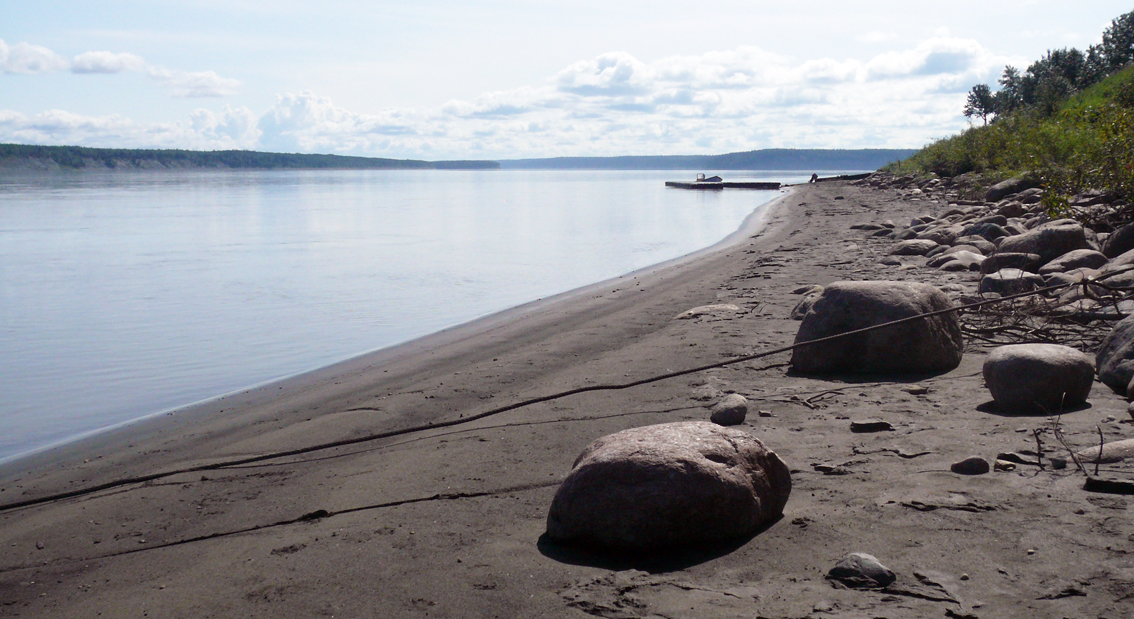
Řeka Mackenzie ve Fort Simpson, v dálce soutok s řekou Liard, NWT
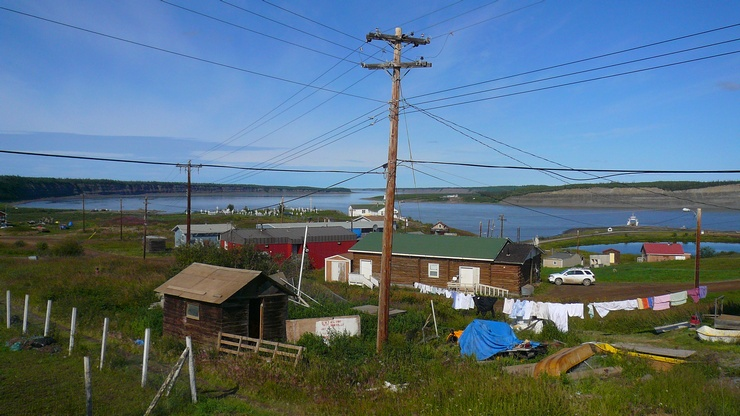
Osada Tsiigehtchic (Arctic Red River), v pozadí soutok Mackenzie (zprava) s Arctic Red River (zleva)
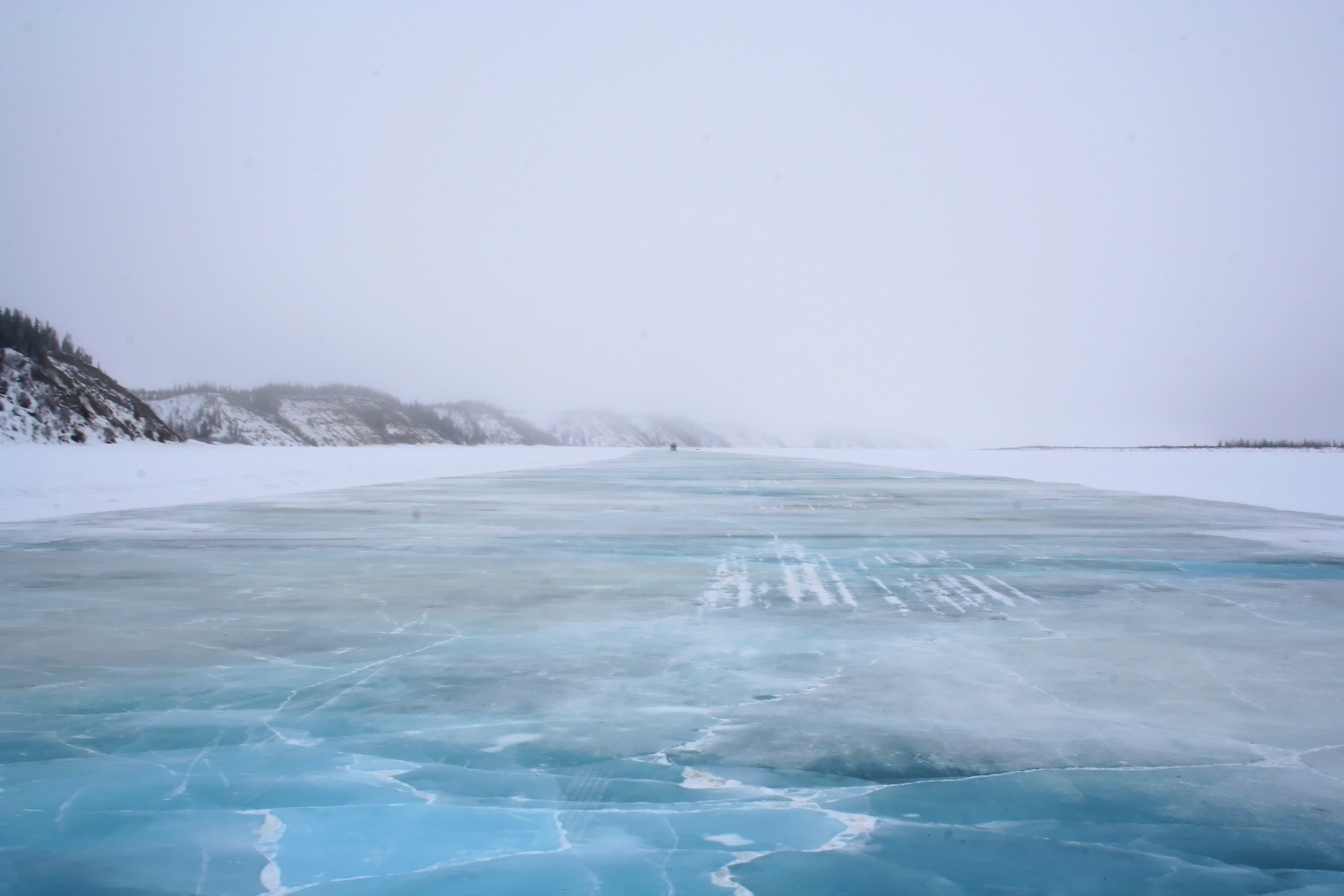
Cesta na zamrznuté řece